# Chukiat Noosarung
Chukiat Noosarung (en tailandés: ชูเกียรติ หนูสลุง; provincia de Chaiyaphum, Tailandia, 25 de junio de 1971) es un exfutbolista y entrenador de fútbol de Tailandia que jugaba en las posiciones de defensa y centrocampista. Actualmente es en entrenador del Chaiyaphum United FC.

## Carrera

### Club
| Periodo   | Club                 | Apariciones | Goles |
| --------- | -------------------- | ----------- | ----- |
| 1992–2001 | Rajpracha FC         | 190         | 9     |
| 2002–2004 | Hoang Anh Gia Lai FC | 41          | 2     |
| 2005–2007 | Cha Choeng Sao FC    | 46          | 5     |
| 2009      | Chaiyaphum United FC | 7           | 0     |

### Selección nacional
Jugó para Tailandia en 84 ocasiones de 1995 a 2003 y anotó cuatro goles; participó en los Juegos Asiáticos de 1994 y en la Copa Asiática 2000.

## Logros
- V.League 1 (2): 2003, 2004
- Supercopa de Vietnam (2): 2003, 2004

## Estadísticas

### Goles con selección nacional
| #  | Fecha      | Sede                  | Rival           | Resultado | Torneo                       |
| -- | ---------- | --------------------- | --------------- | --------- | ---------------------------- |
| 1. | 12-12-1995 | Chiang Mai, Tailandia | Camboya         | 9-0       | 1995 Southeast Asian Games   |
| 2. | 4-4-2000   | Bangkok, Tailandia    | Corea del Norte | 5-3       | 2000 Asian Cup Qualification |
| 3. | 8-4-2000   | Bangkok, Tailandia    | Malasia         | 3-2       | 2000 Asian Cup Qualification |
| 4. | 29-12-2002 | Singapur              | Indonesia       | 4-2       | 2002 Tiger Cup               |